# Acromion
Il processo acromiale o acromion (dal greco: akros, "più alto" e ōmos, "spalla") è una parte anatomica della scapola. Assieme al processo coracoideo si estende lateralmente al di sopra dell'articolazione della spalla.

## Anatomia

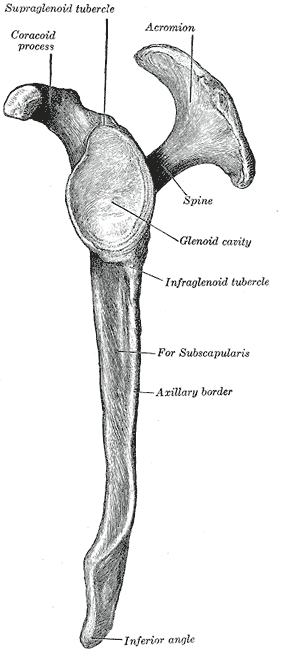
Scapola sinistra, vista laterale (Acromion visibile in alto a destra)

È la continuazione della spina della scapola e si protende anteriormente a forma di uncino.
Nell'uomo l'acromion si articola con la clavicola a formare l'articolazione acromioclavicolare.
Vi si distinguono una faccia superiore ed una inferiore ed un margine mediale e uno laterale.

### Facce
La faccia superiore è coperta dalla pelle, mentre quella inferiore sovrasta l'articolazione scapoloomerale.

### Margini
Il margine mediale presenta una faccia articolare con cui contrae rapporto la clavicola;
il margine laterale è la prosecuzione del labbro inferiore del margine superiore della spina scapolare.

## Osso acromiale
In circa il 2,7 % della popolazione la parte finale dell'acromion non si consolida con il resto della scapola e resta parzialmente mobile.